# Nyíracsád
Nyíracsád è un comune dell'Ungheria di 4.060 abitanti (dati 2001). È situato nella contea di Hajdú-Bihar.